# 威廉·沃森 (国际象棋棋手)
威廉·尼古拉斯·沃森（英語：William Nicholas Watson；1962年4月18日—）是英国国际象棋特级大师。
沃森是1992年英国国际象棋快棋锦标赛冠军和1994年英国国际象棋锦标赛冠军。鲍里斯·斯帕斯基曾将他的棋风形容为拿着机关枪的醉汉。
沃森已不活跃于国际象棋竞技领域，目前是一名税务律师，并担任司力达律师事务所律所的合伙人。